# Pitalito
Pitalito – miasto w Kolumbii, w departamencie Huila.